# Antoine du Merle
Antoine du Merle est un acteur français né le 4 mars 1988 à Paris 14e.
Il s'est fait connaître pour avoir interprété le petit Michaël dans Les Trois Frères. Il a ensuite tourné à nouveau avec les Inconnus dans L'Extraterrestre et Les Trois Frères : le retour. Outre ces films, il a notamment tourné avec Élodie Bouchez, Roschdy Zem et Gérald Thomassin dans le film Louise (Take 2).

## Biographie
Antoine du Merle est né le 4 mars 1988, dans le 14e arrondissement de Paris, d'une mère professeur en maternelle et d'un père réalisateur. Il débute en tant qu'acteur à l'âge de 5 ans dans le film Quand j'avais cinq ans je m'ai tué. Il interprète la même année le fils d'Emmanuelle Béart dans le film de Régis Wargnier, Une femme française.
Il passe ensuite le casting du film des Inconnus, Les Trois Frères où il est retenu parmi 3 000 enfants pour incarner le rôle du petit Michael, un enfant gouailleur et dégourdi. Le film est un succès et Antoine enchaîne alors les rôles dans diverses productions.
En 1999, il retrouve Bernard Campan et Didier Bourdon dans le film L'Extraterrestre.
En 2014, il participe à la suite des Trois Frères, Les Trois Frères : Le Retour.
Depuis quelques années, il opère dans l'équipe régie sur différents tournages, par exemple les séries Engrenages et Balthazar.

## Filmographie

### Cinéma
- 1994 : Quand j'avais cinq ans je m'ai tué de  Jean-Claude Sussfeld: Gil à 5 ans
- 1994 : Une femme française de  Régis Wargnier : Antoine
- 1995 : Les Trois Frères de  Didier Bourdon et Bernard Campan : Mickaël Rossignol
- 1996 : Ponette de  Jacques Doillon : Antoine
- 1997 : Droit dans le mur de  Pierre Richard : Henri
- 1997 : Louise (take 2) de Siegfried : Gaby
- 1998 : Belle Maman de  Gabriel Aghion : Un enfant
- 1999 : L'Extraterrestre de  Didier Bourdon : Clément
- 2003 : Sansa de Siegfried : Gaby
- 2007 : Skate or Die de Miguel Courtois : Flic arrestation Sylvie no 2
- 2014 : Les Trois Frères : Le Retour de  Didier Bourdon, Bernard Campan et Pascal Légitimus : Mickaël Latour

### Télévision
- 1995 : L'Allée du Roi de Nina Companeez : Le duc du Maine
- 1996 : La Mère de nos enfants de Jean-Louis Lorenzi : Léonard
- 1996 : La Basse-cour (mini-série de deux épisodes) de Christiane Leherissey : Nicolas
- 1997 : L'Amour dans le désordre de Élisabeth Rappeneau : Adrien
- 1997 : La Nuit des hulottes de Michaëla Watteaux : Olivier
- 1997 : Vérité oblige (série) de Claude-Michel Rome : Cédric
- 1998 : Parents à mi-temps : Chassés-croisés téléfilm de Caroline Huppert : Simon
- 1998 : Maigret (série) épisode Madame Quatre et ses enfants : Jean-Jacques
- 1999 : Décollage immédiat (série) de Aline Isserman : Cyril Delauney
- 1999 : Brigade spéciale (série)
- 2000 : Scénario contre la drogue, Quand j'étais petit de Arnaud Selignac
- 2000 : Chère Marianne (série) épisode L'enfant des buissons, de Michaëla Watteaux : Rémi
- 2001 : La vie de Georges Rouault (docu-fiction pour la TV japonaise)
- 2005 : Commissaire Cordier (série) épisode Témoin à abattre : Zacharie Nolan
- 2007 : Adriana et moi, de William Crespin : Le livreur
- 2009 : Une famille formidable (série) de Joël Santoni : Antoine
- 2010 : Les Ripoux anonymes de Claude et Julien Zidi : Un infirmier
- 2012 : Le jour où tout a basculé : mère et fille contre père et fils : Jérémie

### Publicité
Il est apparu dans certaines publicités pour « Petit Gervais aux fruits » et « Malabar ».